# Nowy Korzec

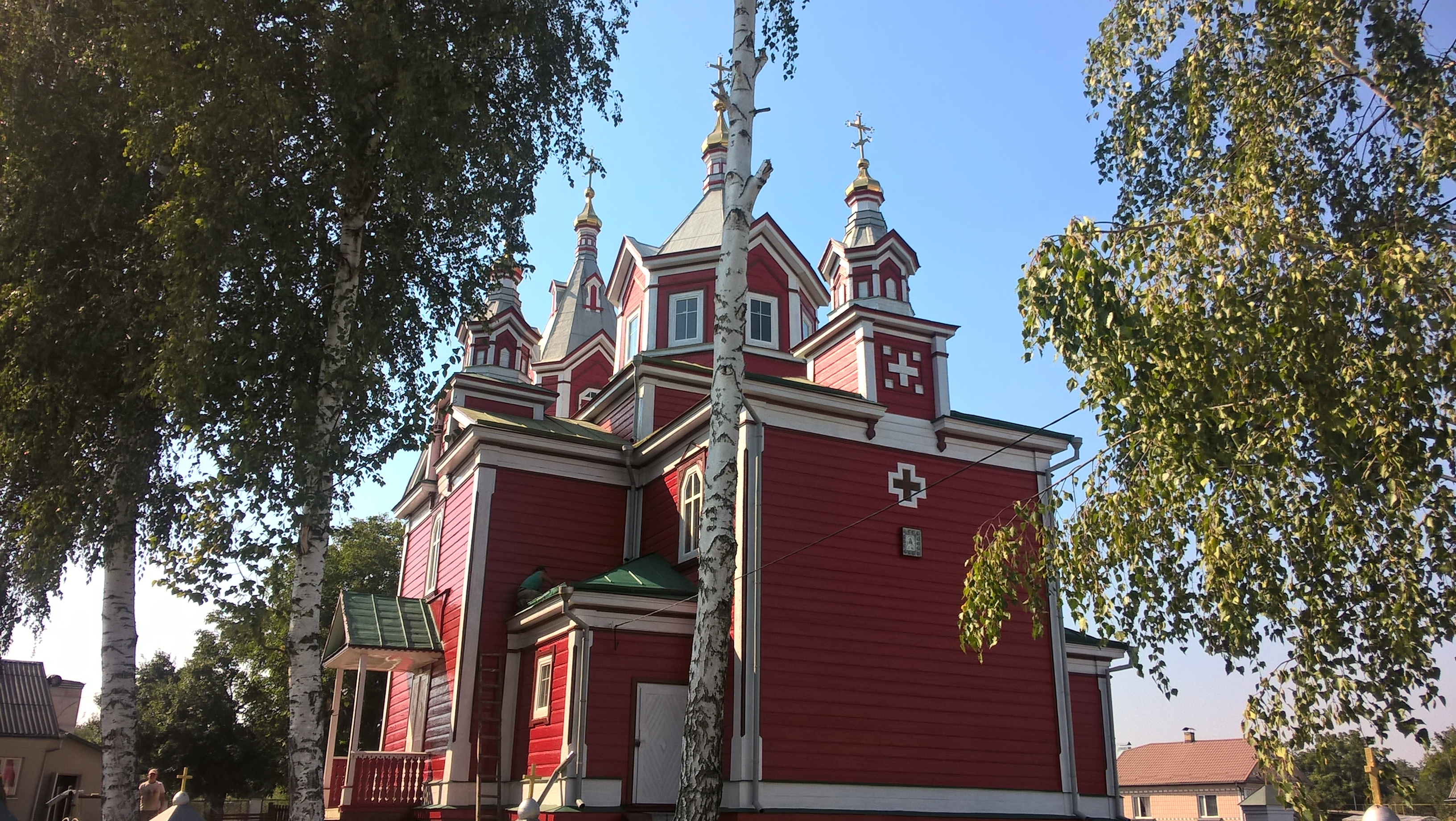
Cerkiew św. Paraskiewy Piątnickiej

Nowy Korzec (ukr. Новий Корець) – wieś na Ukrainie w rejonie koreckim, obwodu rówieńskiego.